# Tossal de les Espedreres
El Tossal de les Espedreres és una muntanya de 660 metres que es troba al municipi de Vilanova de Meià, a la comarca catalana de la Noguera.